# Greeeen
GReeeeN ist eine japanische Pop-Gruppe. Sie besteht aus vier Mitgliedern: HIDE, navi, 92 und SOH. Sie wurde im Jahr 2002 gegründet. Sie sind nicht nur Sänger, sondern auch Zahnärzte. Die 4 „e“ im Namen von GReeeeN haben nach eigenen Angaben folgende Bedeutung: Wenn man lächelt, kann man Zähne sehen. Und sie möchten den Zuschauern ein Lächeln schicken.

## Geschichte
Im Jahr 2002 wurde die Gruppe GReeeeN gegründet. Die Gründungsmitglieder waren HIDE, navi und HIDEs älterer Bruder Jin. Damals gab es drei „e“ im Namen. 2004 kamen 92 und SOH dazu.

## Erfolg
Am 24. Januar 2007 wurde ihre erste Single, Michi (japanisch:道), ein Hit. Am 27. Juli 2007 wurde ihr erstes Album, A, Domo Hajimemashite (japanisch:あっ、ども。はじめまして。), ein Hit. Sie erreichten in den Oricon-Charts den zweiten Platz. Im Jahr 2008 waren sie 2 Wochen lang auf dem ersten Platz.

## Diskografie

### Alben
| Jahr | Titel | Höchstplatzierung, Gesamtwochen, AuszeichnungChartsChartplatzierungen (Jahr, Titel, Platzierungen, Wochen, Auszeichnungen, Anmerkungen) | Anmerkungen                              |
| Jahr | Titel | JP | Anmerkungen                              |
| ---- | --- | --- | ---------------------------------------- |
| 2007 | A, Domo, Hajimemashite (あっ、ども。はじめまして。)                                                                                                  | JP2 ×3Dreifachplatin · (109 Wo.)JP | Erstveröffentlichung: 27. Juni 2007      |
| 2008 | A, Domo, Ohisashiburi desu (あっ、ども。おひさしぶりです。)                                                                                          | JP1 Diamant · (71 Wo.)JP | Erstveröffentlichung: 25. Juni 2008      |
| 2009 | Shio,kosyou (塩、コショウ) | JP1 Diamant · (34 Wo.)JP | Erstveröffentlichung: 10. Juni 2009      |
| 2010 | Ab Dest!? Tour!? 2010 Supported By Hudson×GReeeeN Live!? DeeeeS!?                                                                                    | JP10 (11 Wo.)JP | Erstveröffentlichung: 26. Mai 2010       |
| 2012 | Utautai ga Uta Utai ni Kite Uta Utae to Iu ga Utautai ga Uta Utau dake Utaikire ba Uta Utau keredomo Utautai dake Uta Utaikirenai kara Uta Utawanu!? | JP2 Platin · (60 Wo.)JP | Erstveröffentlichung: 27. Juni 2012      |
| 2013 | Ii ne (いいね!(´・ω・｀)☆) | JP3 Gold · (36 Wo.)JP | Erstveröffentlichung: 19. Juni 2013      |
| 2014 | Ima kara oyayubi ga kieru tejina shimasu (今から親指が消える手品しまーす。)                                                                          | JP2 Gold · (27 Wo.)JP | Erstveröffentlichung: 6. August 2014     |
| 2016 | En (縁) | JP4 (23 Wo.)JP | Erstveröffentlichung: 14. September 2016 |
| 2018 | UreD (うれD) | JP3 (14 Wo.)JP | Erstveröffentlichung: 11. April 2018     |
| 2019 | Dai Ku (第九) | JP8 (18 Wo.)JP | Erstveröffentlichung: 25. September 2019 |
| 2021 | Bokutachi No Denkosekka (ボクたちの電光石火) | JP5 (17 Wo.)JP | Erstveröffentlichung: 6. Januar 2021     |
| 2021 | ベイビートゥース | JP12 (9 Wo.)JP | Erstveröffentlichung: 22. Dezember 2021  |
| 2022 | ロッキンビーツ | JP17 (9 Wo.)JP | Erstveröffentlichung: 21. Dezember 2022  |

### Kompilationen
| Jahr | Titel                                                           | Höchstplatzierung, Gesamtwochen, AuszeichnungChartsChartplatzierungen (Jahr, Titel, Platzierungen, Wochen, Auszeichnungen, Anmerkungen) | Anmerkungen                             |
| Jahr | Titel                                                           | JP | Anmerkungen                             |
| ---- | --------------------------------------------------------------- | --- | --------------------------------------- |
| 2009 | Ima Made no A Men, B Men desu to!? (いままでのA面、B面ですと!?) | JP1 ×3Dreifachplatin · (87 Wo.)JP | Erstveröffentlichung: 25. November 2009 |
| 2015 | “C”, “D”desu to!? (C、Dですと!?)                                | JP2 Gold · (27 Wo.)JP | Erstveröffentlichung: 24. Juni 2015     |
| 2017 | ALL SINGLeeeeS ～& New Beginning～                              | JP1 Gold · (106 Wo.)JP | Erstveröffentlichung: 24. Januar 2017   |

### Singles
| Jahr | Titel Album | Höchstplatzierung, Gesamtwochen, AuszeichnungChartsChartplatzierungen (Jahr, Titel, Album, Platzierungen, Wochen, Auszeichnungen, Anmerkungen) | Anmerkungen |
| Jahr | Titel Album | JP | Anmerkungen |
| ---- | --- | --- | --- |
| 2007 | Michi (道) Ā, Domo. Hajimemashite | JP39 ×2Doppelplatin (Digital) + Platin (Mobile Downloads) · (23 Wo.)JP                                                                         | Erstveröffentlichung: 24. Januar 2007 · + JP: Gold (Streaming)                                                                                  |
| 2007 | High G.K Low 〜Hazikero〜 (High G.K Low ～ハジケロ～) Ā, Domo. Hajimemashite | JP97 (3 Wo.)JP | Erstveröffentlichung: 28. März 2007 |
| 2007 | Aiuta (愛唄) Ā, Domo. Hajimemashite | JP2 ×2Platin + Doppelplatin (Downloads) · (88 Wo.)JP                                                                                           | Erstveröffentlichung: 16. Mai 2007 · + JP: ×2Doppeldiamant (Mobile Downloads) , + JP: ×3Dreifachdiamant (Klingelton) , + JP: Platin (Streaming) |
| 2007 | Hito (人) Ā, Domo. Ohisashiburi Desu. | JP8 ×2Gold + Doppelplatin (Klingelton) · (11 Wo.)JP                                                                                            | Erstveröffentlichung: 14. November 2007 · + JP: Platin (Mobile Downloads)                                                                       |
| 2008 | Be Free / Namidazora (涙空) Ā, Domo. Ohisashiburi Desu. | JP6 Platin (Mobile Downloads) + (涙空) · (9 Wo.)JP                                                                                             | Erstveröffentlichung: 16. Januar 2008 |
| 2008 | Tabitachi (旅立ち) Ā, Domo. Ohisashiburi Desu. | JP10 Gold (Mobile Downloads) · (12 Wo.)JP | Erstveröffentlichung: 5. März 2008 |
| 2008 | Kiseki (キセキ) Ā, Domo. Ohisashiburi Desu. | JP1 ×2×4Doppelplatin + Vierfachdiamant (Digital) · (81 Wo.)JP                                                                                  | Erstveröffentlichung: 28. Mai 2008 · + JP: ×3Dreifachdiamant (Klingelton) , + JP: ×2Doppelplatin (Streaming)                                    |
| 2008 | Tobira (扉) Shio, Koshō | JP2 Gold + Gold (Downloads) · (17 Wo.)JP | Erstveröffentlichung: 3. Dezember 2008 · + JP: ×2Doppelplatin (Klingelton) , + JP: Platin (Mobile Downloads)                                    |
| 2009 | Ayumi (歩み) Shio, Koshō | JP2 Gold + Diamant (Digital) · (19 Wo.)JP | Erstveröffentlichung: 28. Januar 2009 · + JP: Diamant (Klingelton)                                                                              |
| 2009 | Setuna (刹那) Shio, Koshō | JP4 ×3Gold + Dreifachplatin (Digital) · (13 Wo.)JP                                                                                             | Erstveröffentlichung: 11. März 2009 · + JP: Diamant (Klingelton)                                                                                |
| 2009 | Haruka (遥か) Shio, Koshō | JP2 Gold + Diamant (Mobile Downloads) · (23 Wo.)JP                                                                                             | Erstveröffentlichung: 27. Mai 2009 · + JP: Platin (Downloads), + JP: Diamant (Klingelton), + JP: Platin (Streaming)                             |
| 2011 | Hanauta (花唄) Utautai ga Uta Utai ni Kite Uta Utae to Iu ga Utautai ga Uta Utau dake Utaikire ba Uta Utau keredomo Utautai dake Uta Utaikirenai kara Uta Utawanu!?                                                  | JP7 (9 Wo.)JP | Erstveröffentlichung: 22. Juni 2011 |
| 2011 | Sorasido (ソラシド) Utautai ga Uta Utai ni Kite Uta Utae to Iu ga Utautai ga Uta Utau dake Utaikire ba Uta Utau keredomo Utautai dake Uta Utaikirenai kara Uta Utawanu!?                                             | JP10 Gold (Digital) · (5 Wo.)JP | Erstveröffentlichung: 20. Juli 2011 |
| 2011 | Koibumi ~Rabureta~ (恋文〜ラブレター〜) Utautai ga Uta Utai ni Kite Uta Utae to Iu ga Utautai ga Uta Utau dake Utaikire ba Uta Utau keredomo Utautai dake Uta Utaikirenai kara Uta Utawanu!?                         | JP9 Gold (Mobile Downloads) + Gold (Downloads) · (8 Wo.)JP                                                                                     | Erstveröffentlichung: 16. November 2011 |
| 2012 | Misenai namida ha,kitto itsuka (ミセナイナミダハ、きっといつか) Utautai ga Uta Utai ni Kite Uta Utae to Iu ga Utautai ga Uta Utau dake Utaikire ba Uta Utau keredomo Utautai dake Uta Utaikirenai kara Uta Utawanu!? | JP6 ×2Doppelplatin (Digital) · (11 Wo.)JP | Erstveröffentlichung: 29. Februar 2012 |
| 2012 | Orenji (オレンジ) Utautai ga Uta Utai ni Kite Uta Utae to Iu ga Utautai ga Uta Utau dake Utaikire ba Uta Utau keredomo Utautai dake Uta Utaikirenai kara Uta Utawanu!?                                               | JP8 Platin (Digital) + Gold (Mobile Downloads) · (8 Wo.)JP                                                                                     | Erstveröffentlichung: 25. April 2012 · JP: Gold (Streaming)                                                                                     |
| 2012 | Oh!!!!Meiwaku!!!! (Oh!!!!迷惑!!!!) Utautai ga Uta Utai ni Kite Uta Utae to Iu ga Utautai ga Uta Utau dake Utaikire ba Uta Utau keredomo Utautai dake Uta Utaikirenai kara Uta Utawanu!?                              | JP13 (5 Wo.)JP | Erstveröffentlichung: 30. Mai 2012 |
| 2012 | Yuki no oto (雪の音) Iine! (´・ω・｀)☆ | JP6 Platin (Digital) · (13 Wo.)JP | Erstveröffentlichung: 19. Dezember 2012 |
| 2013 | Sakura color (桜color) Iine! (´・ω・｀)☆ | JP7 (9 Wo.)JP | Erstveröffentlichung: 27. Februar 2013 |
| 2013 | Ikarosu (イカロス) Iine! (´・ω・｀)☆ | JP8 Gold (Digital) · (6 Wo.)JP | Erstveröffentlichung: 17. April 2013 |
| 2013 | Heroes Iine! (´・ω・｀)☆ | JP12 Gold (Digital) · (6 Wo.)JP | Erstveröffentlichung: 15. Mai 2013 |
| 2013 | Itoshi kimi he (愛し君へ) Ima kara Oyayubi ga Kieru Tejina Shimasu. | JP14 Platin (Digital) + Gold (Streaming) · (11 Wo.)JP                                                                                          | Erstveröffentlichung: 21. August 2013 |
| 2013 | Bokura no monogatari (僕らの物語) Ima kara Oyayubi ga Kieru Tejina Shimasu. | JP16 (9 Wo.)JP | Erstveröffentlichung: 27. November 2013 |
| 2014 | Aisubeki asu, isshun to isshou wo (愛すべき明日、一瞬と一生を) Ima kara Oyayubi ga Kieru Tejina Shimasu. | JP8 (5 Wo.)JP | Erstveröffentlichung: 19. März 2014 |
| 2015 | Sakamoto En | JP35 (3 Wo.)JP | Erstveröffentlichung: 19. August 2015 |
| 2016 | Dream (夢) En | JP22 (5 Wo.)JP | Erstveröffentlichung: 24. Februar 2016 |
| 2016 | Hajimari no Uta (始まりの唄) En | JP27 (5 Wo.)JP | Erstveröffentlichung: 30. März 2016 |
| 2016 | Beautiful Days En | JP43 (4 Wo.)JP | Erstveröffentlichung: 27. Juli 2016 |
| 2016 | Akatsuki no Kimi ni (暁の君に) ALL SINGLeeeeS 〜& New Beginning〜 | JP36 (5 Wo.)JP | Erstveröffentlichung: 7. Dezember 2016 |
| 2017 | Tetote to Tentoten (テトテとテントテン) mit Whiteeeen – | JP25 (5 Wo.)JP | Erstveröffentlichung: 24. Mai 2017 |
| 2018 | Harou Kagerou (ハロー カゲロウ) UreD | JP14 (5 Wo.)JP | Erstveröffentlichung: 7. Februar 2018 |
| 2018 | Okuru Kotoba (贈る言葉) – | JP18 (4 Wo.)JP | Erstveröffentlichung: 31. Oktober 2018 |
| 2019 | Yakusoku (約束) mit No Title – | JP26 (4 Wo.)JP | Erstveröffentlichung: 23. Januar 2019 |
| 2020 | Hoshikage no Yell (星影のエール) – | JP5 Gold (Digital) + Gold (Streaming) · (43 Wo.)JP                                                                                             | Erstveröffentlichung: 24. Juni 2020 |
| 2021 | アカリ – | JP12 Gold (Streaming) · (7 Wo.)JP | Erstveröffentlichung: 9. September 2021 |

Weitere Lieder
- 2008: ルーキーズ (JP: Gold (Moblie Downloads))
- 2008: 君想い (JP: Gold (Moblie Downloads))
- 2008: またね (JP: Gold (Moblie Downloads))
- 2009: いつまでも (JP: Gold (Moblie Downloads))
- 2012: Weeeek (JP: Gold (Digital))
- 2012: Pride (JP: Gold (Digital))
- 2013: あいうえおんがく (JP: Platin (Digital))
- 2014: 風 (JP: Gold (Digital))
- 2015: ビリーヴ (JP: Gold (Digital))

## Auszeichnungen für Musikverkäufe
Anmerkung: Auszeichnungen in Ländern aus den Charttabellen bzw. Chartboxen sind in ebendiesen zu finden.
| Land/RegionAuszeichnungen für Musikverkäufe (Land/Region, Auszeichnungen, Verkäufe, Quellen) | Gold       | Platin       | Diamant       | Verkäufe   | Quellen            |
| -------------------------------------------------------------------------------------------- | ---------- | ------------ | ------------- | ---------- | ------------------ |
| Japan (RIAJ)                                                                                 | 32× Gold32 | 36× Platin36 | 19× Diamant19 | 35.700.000 | riaj.or.jp JP2 JP3 |
| Insgesamt                                                                                    | 32× Gold32 | 36× Platin36 | 19× Diamant19 |            |                    |